# نيفيل ماكسويل
نيفيل ماكسويل (بالإنجليزية: Neville Maxwell)‏ هو صحفي أسترالي، ولد في 1926 في لندن في المملكة المتحدة.